# Orale focale infectie
Bacteriën van de mond, of die aanwezig zijn in tandabcessen of in tandvleesontstekingen kunnen via de bloedbaan ook zeer ernstige ontstekingen veroorzaken op andere plaatsen van het lichaam. Men noemt dit focale infecties. Wanneer bacteriën zich op de hartkleppen hechten dan veroorzaken ze een infectieuze endocarditis, wanneer ze zich hechten op gewrichten dan spreekt men van artritis, en wanneer de nieren aangetast worden wordt het een nefritis.
Het gaat hier om zeer ernstige infecties, die ernstige gevolgen kunnen hebben voor de algemene gezondheid. Een goede mondhygiëne en een goede mondverzorging zullen de kans op focale infectie drastisch verminderen.